# Planetni sustav
Planetarni sustav je skup gravitacijski vezanih nezvjezdanih objekata u ili izvan orbite oko zvijezda ili zvjezdanih sustava. Općenito govoreći, sustavi s jednim ili više planeta tvore planetarni sustav, iako se takvi sustavi mogu sastojati i od tijela poput patuljastih planeta, asteroida, prirodnih satelita, meteoroida, kometa, planetezimala i cirkumstelarnih diskova. Sunce zajedno s planetima koji se vrte oko njega, uključujući Zemlju, poznato je kao Sunčev sustav. Izraz egzoplanetarni sustav ili ekstrasolarni planetarni sustav ponekad se koristi u odnosu na ostale planetarne sustave.
Planetarni sustavi nastaju iz protoplanetarnih diskova. Protoplanetarni diskovi izrađeni su od prašine i leda koji se oblikuju oko novih zvijezda. S vremenom se čestice u tim diskovima počnu nakupljati i formirati male loptice materije poznate kao planete, prva faza evolucije planeta. Ti planetični elementi privlače više materije svojim gravitacijskim povlačenjem sve dok ne dosegnu veličinu planeta. Ovaj proces formacije objašnjava zašto su svi planeti u našem Sunčevom sustavu u orbitalnoj ravnini. 
Sunčev sustav sastoji se od unutarnje regije malih stjenovitih planeta i vanjske regije velikih plinovitih divova. Međutim, i drugi planetarni sustavi mogu imati prilično različite arhitekture. Studije sugeriraju da arhitekture planetarnih sustava ovise o uvjetima njihovog početnog formiranja. Pronađeni su mnogi sustavi s vrućim Jupiterima, vrlo blizu zvijezde. Predložene su teorije, poput planetarne migracije ili raspršenja, za formiranje velikih planeta u blizini njihovih matičnih zvijezda. Trenutno je pronađeno da je nekoliko sustava analogno Sunčevom sustavu sa zemaljskim planetima blizu matične zvijezde. Češće su otkriveni sustavi koji se sastoje od više super-Zemalja.
Prvi planet izvan našeg Sunčevog sustava otkriven je 1988. Poznat je kao egzoplanet jer ne pripada našem Sunčevom sustavu. Otkrio ga je tim dvaju kanadskih sveučilišta i potvrdio 1991. godine. Nazvan je Lathamov Planet po otkrivaču i službeno poznat kao HD 114762 b.
Za astrobiologiju je posebno zanimljiva zona planetarnih sustava u kojoj bi planeti mogli imati površinsku tekuću vodu, a samim tim i kapacitet za život nalik Zemlji. Do sada je Zemlja jedini planet o kojem znamo u svemiru koji ima tekuću vodu, ali u svemiru postoji više planetarnih sustava koji još nisu otkriveni.

## Arhitektura planetarnog sustava

### Planeti i zvijezde
Najpoznatiji egzoplaneti okružuju zvijezde približno slične Suncu, to jest zvijezde glavnog niza spektralnih kategorija F, G ili K. Jedan od razloga je taj što su se programi pretraživanja planeta uglavnom koncentrirali na takve zvijezde. Uz to, statističke analize pokazuju da su zvijezde niže mase ( crveni patuljci, spektralne kategorije M) manje vjerojatno da će imati planete dovoljno masivne da ih se detektira metodom radijalne brzine. Ipak, nekoliko desetina planeta oko crvenih patuljaka svemirski teleskop Kepler otkrio je tranzitnom metodom, koja može otkriti manje planete. 

### Cirkumstelarni diskovi i oblaci prašine
Nakon planeta, cirkularni diskovi jedno su od najčešće promatranih svojstava planetarnih sustava, posebno mladih zvijezda. Sunčev sustav posjeduje najmanje četiri glavna cirkularna diska ( asteroidni pojas, Kuiperov pojas, raspršeni disk i Oortov oblak ) i jasno vidljivi diskovi otkriveni su oko obližnjih solarnih analoga, uključujući Epsilon Eridani i Tau Ceti. Na temelju promatranja brojnih sličnih diskova pretpostavlja se da su prilično uobičajena obilježja zvijezda na glavnom slijedu.
Međuplanetarni oblaci prašine proučavani su u Sunčevom sustavu, a vjeruje se da su analozi prisutni i u drugim planetarnim sustavima. Egzozodijačka prašina, egzoplanetarni analog zodijakalne prašine, zrnca amorfnog ugljika i silikatne prašine veličine 1–100 mikrometra koje ispunjavaju ravninu Sunčevog sustava otkrivena je oko 51 Ophiuchi, Fomalhauta,   Tau Ceti,  i Vege.

## Zone

### Nastanjiva zona
Nastanjiva zona oko neke zvijezde je regija u kojoj je temperatura upravo ona koja omogućuje tekuću vodu na planetu; to jest, ne previše blizu zvijezde da bi voda isparila i nije previše daleko od zvijezde da bi se voda smrznula. Toplina koju proizvode zvijezde varira ovisno o veličini i starosti zvijezde, tako da zona stanovanja može biti na različitim udaljenostima. Također, atmosferski uvjeti na planeti utječu na sposobnost planeta da zadrži toplinu, tako da je položaj nastanjene zone također specifičan za svaku vrstu planeta.
Nastanjive zone obično su određene u odnosu na površinsku temperaturu; međutim, više od polovice Zemljine biomase dolazi iz podzemnih mikroba a temperatura raste kako neko ide dublje u podzemlje, tako da podzemlje može biti pogodno za život kad je površina zamrznuta i ako se to uzme u obzir, nastanjiva zona proširuje se mnogo dalje od zvijezde.

### Venerina zona
Venerina zona je regija oko zvijezde u kojoj bi zemaljski planet imao bježeće stakleničke uvjete poput Venere, ali ne toliko blizu zvijezde da atmosfera potpuno isparava. Kao i u naseljenoj zoni, lokacija Venere ovisi o nekoliko čimbenika, uključujući vrstu zvijezde i svojstva planeta kao što su masa, brzina rotacije i atmosferski oblaci. Istraživanja podataka Keplerove svemirske letjelice pokazuju da 32% crvenih patuljaka potencijalno ima planete nalik Veneri na temelju veličine planeta i udaljenosti od zvijezde, povećavajući se na 45% za zvijezde tipa K i G. Identificirano je nekoliko kandidata, ali potrebno je spektroskopsko praćenje njihovih atmosfera da bi se utvrdilo jesu li poput Venere.